# Teinobasis dolabrata
Teinobasis dolabrata là một loài chuồn chuồn kim trong họ Coenagrionidae.
Teinobasis dolabrata được Lieftinck miêu tả khoa học năm 1938.